# 吉田町 (広島県)
吉田町（よしだちょう）は、かつて広島県の高田郡に存在した町。
戦国大名・毛利元就の居城でもある吉田郡山城の城下町を由来とし、高田郡の中心地として栄えてきた。

## 地理

### 河川
- 江の川…吉田町付近では可愛川（えのかわ）とも称されている。
- 多治比川…江の川支流。

### 山
- 赤柴山（600.4m）
- 津々羅山（598.7m）
- 風越山（555.6m）
- 烏帽子山（529.0m）
- 高小屋山（520.7m）
- 甲山（445m）
- 郡山（402m）…吉田郡山城跡のある山。
- 光井山（367m）

## 歴史
- 1889年（明治22年）4月1日 - 町村制施行に伴い、高田郡吉田村が単独で自治体を形成。
- 1896年（明治29年）1月1日 - 町制施行し、吉田町となる。
- 1929年（昭和04年）3月1日 - 高田郡高原村の一部（国司）を編入。
- 1953年（昭和28年）4月1日 - 高田郡可愛村・郷野村・丹比村と新設合併し、改めて吉田町が発足。
- 1958年（昭和33年）7月1日 - 梅雨前線豪雨により可愛川が氾濫。多くの家屋が浸水[1]。
- 1993年（平成5年）4月17日 - たき火の火の不始末から大規模な山火事が発生。焼失面積は250haに達した。広島県では平成年間における3番目の規模[2]。
- 2004年（平成16年）3月1日 - 高田郡八千代町・美土里町・高宮町・甲田町・向原町と新設合併し、安芸高田市が発足。同日吉田町廃止。

## 主要施設
- 吉田警察署
- 吉田サッカー公園（現安芸高田市サッカー公園）…サンフレッチェ広島の練習場としても使用されている。
- 広島県立吉田少年自然の家…平成29年3月に閉鎖。

## 名所・旧跡・観光地
- 吉田郡山城跡…戦国時代毛利氏が拠った山城の跡。
- 毛利元就墓所
- 多治比猿掛城跡…毛利元就が少年時代拠った山城の跡。
- 吉田歴史民俗資料館

## 大字（2004年2月29日当時のデータ）
- 相合（あいおう）
- 小山（おやま）
- 桂（かつら）
- 上入江（かみいりえ）
- 川本（かわもと）
- 国司（くにし）
- 高野（こうや）
- 下入江（しもいりえ）
- 常楽寺（じょうらくじ）
- 竹原（たけはら）
- 多治比（たじひ）
- 中馬（ちゅうま）
- 常友（つねとも）
- 長屋（ながや）
- 西浦（にしうら）
- 福原（ふくはら）
- 山手（やまて）
- 山部（やんべ）
- 吉田（よしだ）

## 交通（2004年2月29日当時のデータ）

### 鉄道
- 町内は全く通過していない。最寄りとなる鉄道駅は西日本旅客鉄道（JR西日本）芸備線吉田口駅。

### 道路

#### 高速道路
- 町内は全く通過していない。最寄りのインターチェンジは中国自動車道高田IC。

#### 国道
- 国道54号
- 国道183号（町内は全部分国道54号と重用）

#### 主要地方道
- 広島県道6号吉田瑞穂線…2006年春広島県道6号吉田邑南線に改称。
- 広島県道29号吉田豊栄線

#### 一般県道
- 広島県道318号山手吉田線…発展解消路線である広島県道318号上入江吉田線の全部分の区域が2004年3月18日広島県告示第410号により決定したことに伴い2004年3月22日広島県告示第430号により廃止された。
- 広島県道318号上入江吉田線…吉田町消滅当時は区域全面未決定。消滅直後の2004年3月18日広島県告示第410号により全部分の区域が決定した。
- 広島県道319号勝田吉田線
- 広島県道326号原田吉田線
- 広島県道327号古屋吉田線

## 教育（2004年2月29日当時のデータ）

### 小学校
- 吉田町立可愛小学校
- 吉田町立郷野小学校
- 吉田町立丹比西小学校…2004年3月31日廃校。
- 吉田町立吉田小学校

### 中学校
- 吉田町立吉田中学校

### 高等学校
- 広島県立吉田高等学校

## 電気
1911年（明治44年）4月事業許可を受け、12月に吉田電気を設立。当初事務所は呉市で役員に才賀藤吉がいた、後に吉田町に移転した。発電所（瓦斯力、出力22kW）を吉田町字貴船に設置し1913年（大正2年）1月に事業開始した。供給区域高田郡吉田町、可愛村、郷野村、小田村。1917年（大正6年）12月に広島呉電力に事業譲渡。

## 出身者
- 浜田一義（第2代安芸高田市長、吉田町長）
- 石丸伸二（第4代安芸高田市長）

## サンフレッチェ広島との関係
1992年4月、Jリーグ・サンフレッチェ広島は広島県広島市をホームタウンとして誕生した。このチーム名は毛利元就の故事「三本の矢」にちなんで命名された（「サン」は日本語の「三」、「フレッチェ（複：frecce）」はイタリア語で「矢」の複数形）もので、このことから元就ゆかりの地である吉田町とサンフレッチェとの交流が始まった。
その交流のなかで、吉田町はサンフレッチェに株主として出資、現在は安芸高田市が株主となっている。
また1993年9月、吉田町がサッカー公園の整備を行い、サンフレッチェのトップチームの練習拠点とユースチーム育成の拠点を町内に置くことが決められた。同年よりユースチームは本拠地を町内に置き、吉田運動公園を練習拠点として活動を開始。1994年、町内にサンフレッチェが費用を出してユースチームの寮である「三矢寮」を建設した。そして1998年11月に「吉田サッカー公園（現安芸高田市サッカー公園）」が完成し、11月23日に完成式典が行われた。そして1999年2月からはトップチームの練習を吉田サッカー公園にて開始した。さらに2005年5月には吉田サッカー公園の隣に「吉田温水プール」も完成し、日本でも有数のスポーツ施設となった。
総合型地域スポーツクラブ「みつやの里スポーツクラブ」にもサンフレッチェは協力しており、サッカークラブの指導者に対して資格習得の手伝いや、ユースが指導協力にあたるなどしている。
毎年1月清神社にて必勝祈願に参拝、秋には吉田サッカー公園にてトップチームおよびユースの選手・スタッフ以下一堂に集まり安芸高田市民と交流する「ふれあいサッカーフェスティバル」を開催するなど、吉田町はサンフレッチェのマザータウンとなっている。